# Brabus E V12
Brabus E V12 — невелика серія спортивного седана створена на основі Mercedes-Benz E-Класу від німецького ательє Brabus. Він був вперше представлений в 1993 році, з 1996 по 1998 роки виготовлялось друге покоління, з 2003 по 2006 роки виготовлялось третє покоління, а з 2010 року - четверте. В 1993 році в Brabus вперше побудували автомобіль E-класу з дванадцяти-циліндровим двигуном, це Brabus E 500 6,9 який можна вважати попередником E V12.

## Перше покоління

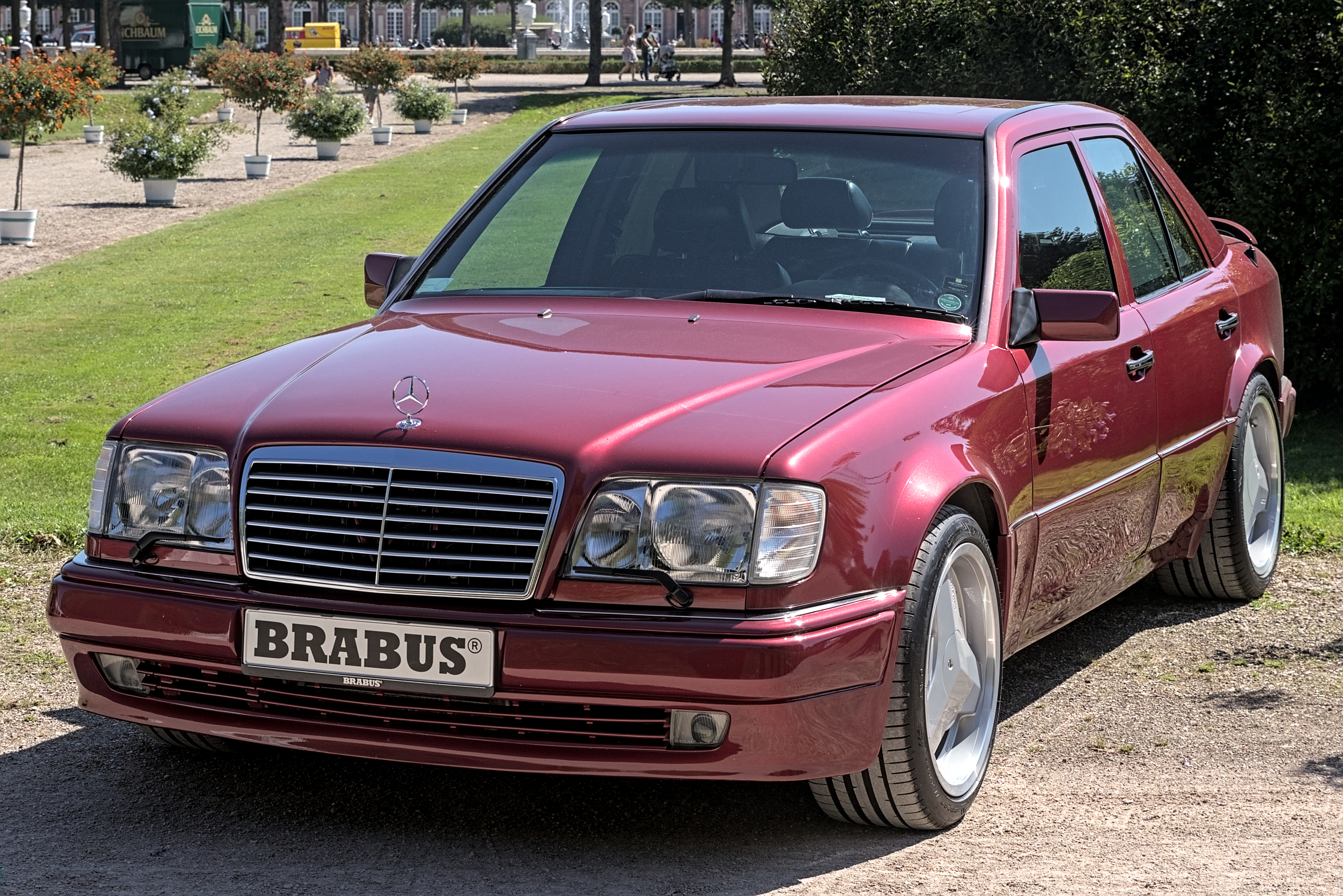
Mercedes-Benz 6.5 Brabus (W124)

На початку 90-х Mercedes-Benz E500 (W124) зі своїми базовими 326 к.с. вже належав до спортивних седанів поряд з BMW M5, Audi S4 4,2 (пізніше S6 Plus), а так само екзотичних Alpina B10 і Lotus Omega.
У Боттроп спочатку намагалися задовольнити попит клієнтів збільшенням робочого об'єму з 5,0 до 6,5 літрів. Але понад 450 к.с. потужності з V8 отримати було неможливо, на той момент. Водночас Брабус розточує 12 циліндровий 6,0 літровий двигун до 6,9. 
Для того, щоб помістити під капот автомобіля двигун М120 змінили розташування агрегатів. Вся передня частина була посилена. Так само як КПП і задня підвіска. Автомобіль Brabus E 500 6,9 V12 видавав потужність 509 к.с.
Наступним кроком було збільшення робочого об'єму до 7,3 літра, автомобіль отримав назву Brabus E V12 7,3 і потужність 530 к.с. (755 Нм).
Пізніше з'явилася топова версія Brabus E V12 7,3 S потужністю 582 к.с. і 772 Нм крутного моменту, які створюють спеціальні ковані циліндри, змінена головка блоку циліндрів, спортивний розпредвал і спеціальний вихлоп з металевими каталізаторами. Збільшені радіатори масла та ОЖ пом'якшують механічне напруження й обумовлюють вище обумовлені зміни в оптиці передньої частини авто.

## Друге покоління
В 1996 році представлено Brabus E V12 та Brabus E V12 S розроблені на основі Mercedes-Benz W210, з двигунами V12 7,3 потужністю 530 к.с. (750 Нм) та 582 к.с. (772 Нм) відповідно.
У жовтні 1996 року Brabus E V12 S поставив рекорд максимальної швидкості серед седанів зі значенням 330 км/год.. 
В 1997 році представлений Brabus T V12 та Brabus T V12 S в кузові універсал, що розвивавли максимальну швидкість відповідно 310 та 320 км/год. Brabus T V12 S придбав собі семиразовий чемпіон з автоперегонів Формула-1 Міхаель Шумахер.

## Третє покоління

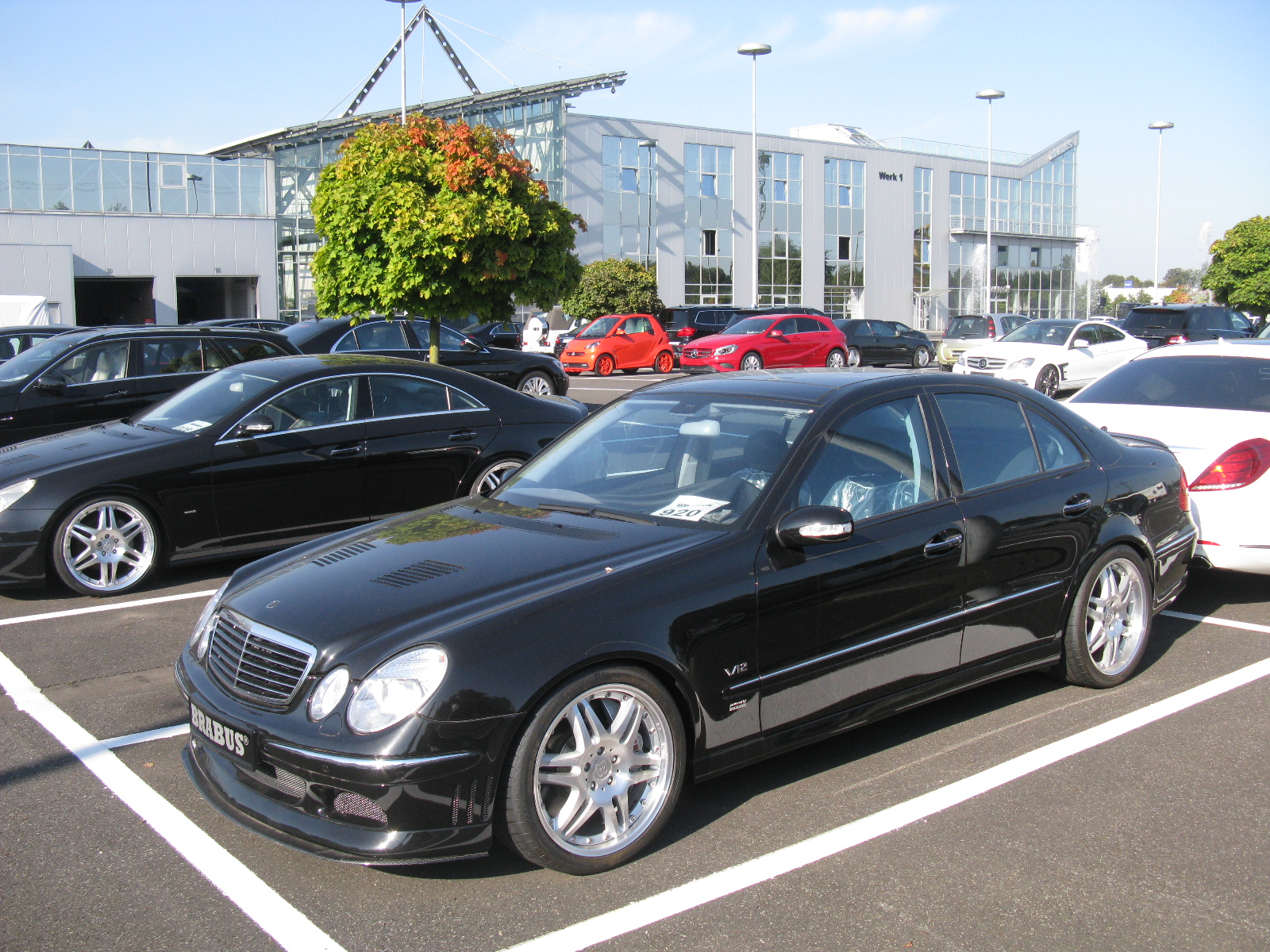
Brabus E V12

У 2003 році тюнінг-ательє Brabus представлено модифіковану версію седана Е-класу в 211 кузові - Brabus E V12 Biturbo, що володіє двигуном V12 6,3 л потужністю 640 к.с. і крутним моментом 1026 Нм.
У 2005 році представлено Brabus E V12 S Biturbo, з двигуном такого ж об'єму потужністю 730 к.с. і крутним моментом 1320 Нм. Автомобіль Brabus E V12 S Biturbo поставив рекорд швидкості для седанів: на гоночному треку Нардо розвинув максимальну швидкість 350,2 км/год і був занесений в книгу рекордів Гіннеса. Пізніше цей рекорд був побитий іншим седаном марки Brabus — Brabus Rocket на базі CLS

## Четверте покоління

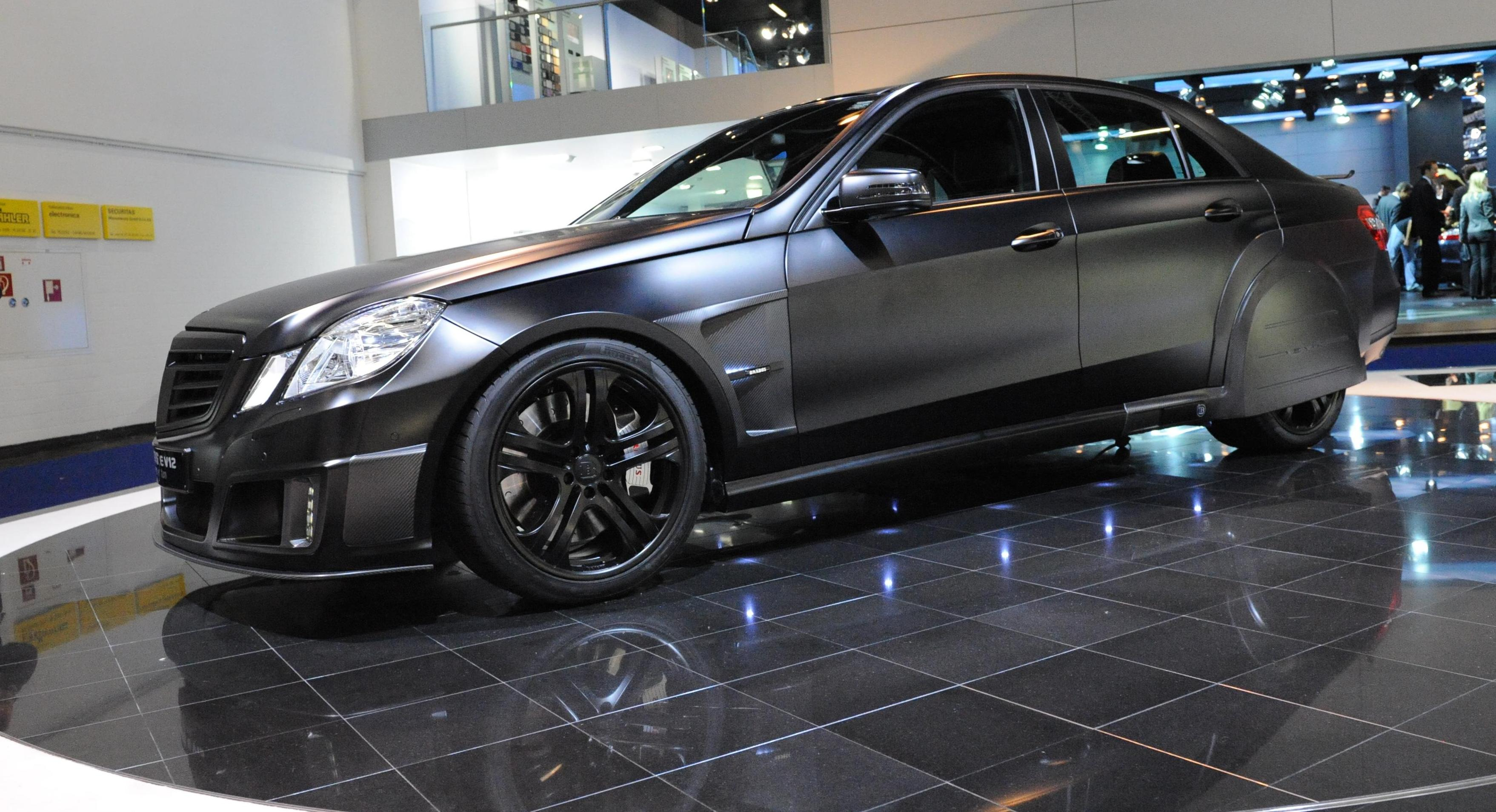
Brabus E V12 "one of ten"

У вересні 2009 року представлений седан Brabus E V12 "one of ten" (один з десяти) з двигуном V12 6,3 л потужністю 800 к.с. (588 кВт) крутним моментом 1420 Нм з прикритими задніми колісними арками, розроблений на основі Е-класу в 212 кузові. Всього виготовили 10 екземплярів цього автомобіля. Максимальна швидкість відповідно до заводської специфікації становить 378 км/год. 
З 2010 року автомобілі E V12, вже без позначення "one of ten", почали продаватись обмеженою серією з відкритими колісними арками і максимальною швидкістю зниженою до 370 км/год. Крім седана автомобілі пропонуються також в кузові купе Brabus 800 E V12 Coupe і кабріолет Brabus 800 E V12 Cabriolet.